# Ołkom Melitopol
Ołkom Melitopol (ukr. Спортивний клуб «Олком» Мелітополь, Sportywnyj Kłub "Ołkom" Melitopol) – ukraiński klub piłkarski z siedzibą w Melitopolu, w obwodzie zaporoskim. Założony w roku 1991 jako Torpedo.
Do 2011 występował w rozgrywkach ukraińskiej Drugiej Lihi.

## Historia
Chronologia nazw:
- 1991—1999: Torpedo Melitopol (ukr. «Торпедо» Мелітополь)
- styczeń 2000—luty 2011: Ołkom Melitopol (ukr. «Олком» Мелітополь)

Drużyna piłkarska Torpedo Melitopol została założona w 1991 roku. Od początku rozrywek w niezależnej Ukrainie w 1992 roku klub występował w Przejściowej Lidze.
W sezonie 1994/95 klub zajął 4 miejsce w Trzeciej (Przejściowej) Lidze co premiowało awansem.
Od sezonu 1995/96 występuje w Drugiej Lidze.
W styczniu 2000 roku klub zmienił nazwę na Ołkom Melitopol. 17 lutego 2011 roku przez problemy finansowe Zarząd klubu wystąpił do PFL z podaniem o rezygnacji z dalszych rozgrywek oraz rozformowaniu klubu.

## Sukcesy
- 4 miejsce w Druhiej Lidze (2 x):

2001/02, 2002/03

## Trenerzy
- 1991-07.1993: / Jurij Rozenko
- 08.1993-07.1994:  Wołodymyr Wasyljew
- 08.1993-11.1995:  Serhij Komlew
- 03.1996-07.1996:  Wołodymyr Wasyljew
- 08.1996-11.1997:  Ołeksandr Szudryk
- 03.1998-07.1998:  Jurij Kasionkin
- 08.1998-10.1998:  P. Wełkow
- 10.1998-11.1998:  W. Marczenko (p.o.)
- 03.1999-10.2001:  Jurij Smahin
- 10.2001-11.2001:  Wiktor Ruban (p.o.)
- 03.2002-06.2003:  Ihor Sirosztan
- 07.2003-06.2004:  Wołodymyr Neczajew
- 07.2004-05.2005:  Wjaczesław Tropin
- 06.2005-07.2005:  Wasyl Hałyszczew (p.o.)
- 08.2005-11.2005:  Władimir Chodus
- 11.2005-06.2006:  Wołodymyr Biłokopytow
- 07.2006-0?.2006:  Iwan Maruszczak
- 0?.2006-06.2009:  Ołeksandr Szudryk
- 07.2009-09.2009:  Wołodymyr Bohacz
- 09.2009-05.10.2009:  Ołeksandr Klisznia (p.o.)
- 05.10.2009-11.2009:  Serhij Komlew (p.o.)
- 03.2010-11.2010:  Dmytro Kara-Mustafa